# 4×100mフリーリレーの歴代日本記録一覧
4×100mフリーリレーの歴代日本記録一覧（4かける100mフリーリレーのれきだいにほんきろくいちらん）は、日本水泳連盟が認定する4×100mフリーリレー歴代日本記録の一覧。

## 長水路
凡例: 
- # – 日本水泳連盟による公認待ち

- 下記のマークがない場合は決勝: h – 予選
- sf – 準決勝
- r – リレー第1泳者
- rh – リレー第1泳者(予選)
- (b) – B決勝
- † – 途中記録
- (tt) – タイムトライアル
- (so) – スイムオフ

### 男子
| 記録      |        | 選手                                                                                | 所属         | 樹立日         | 大会                             | 場所                                     | ref         |
| --------- | ------ | ----------------------------------------------------------------------------------- | ------------ | -------------- | -------------------------------- | ---------------------------------------- | ----------- |
| 5分21秒2  |        | 鵜飼弥三郎 萩原誠一郎                                                               | 横浜体育協会 | 1914年8月10日  | 第1回全日本選手権大会            | 大森                                     |             |
| 5分18秒8  |        | 森豊 及川英雄 鈴木傳明 和久山修二                                                   | 明治大学     | 1921年9月      | 第1回全国専門学校対抗水泳大会    | 調布                                     |             |
| 4分49秒6  |        |                                                                                     |              |                |                                  | 日本の旗                                 |             |
| 4分46秒3  |        | 斎藤巍洋 上田治 杉原茂 田中慶雄                                                     | 浜寺水練校組 | 1922年8月14日  | 大毎中等学校競泳会               | 浜寺                                     |             |
| 4分37秒8  |        | 松村正一 木村義孝 石田恒信 高石勝男                                                 | 茨城中学     | 1923年10月     | 第2回日本水上選手権大会          | 大阪                                     |             |
| 4分32秒4  |        | 小高加茂 岡田辰男 西本龍三 高石勝男                                                 | 早稲田大学   | 1924年9月21日  | 第3回全国学生水上競技大会        | 芝                                       | [ 1 ]       |
| 4分25秒2  | (h)    | 石毛政信 西本龍三 岡田辰男 高石勝男                                                 | 早稲田大学   | 1925年9月1日   | 第4回全国学生水上競技大会        | 芝                                       | [ 1 ]       |
| 4分25秒0  |        | 石毛政信 西本龍三 岡田辰男 高石勝男                                                 | 早稲田大学   | 1925年9月2日   | 第4回全国学生水上競技大会        | 芝                                       | [ 1 ]       |
| 4分22秒8  |        | 金森丈太郎 奥野健造 入谷唯一郎 高石勝男                                             | 茨木水       | 1927年10月9日  | 第6回水上競技選手権大会          | 大阪市立運動場プール                     | [ 1 ]       |
| 4分21秒2  |        | 丹下良一 森好男 清政武夫 早川貞正                                                   | 日本         | 1928年6月1日   | 日比対抗                         | 横浜                                     | [ 1 ]       |
| 4分04秒4  |        | 佐田徳平（1分00秒8） 宮崎康二（1分01秒2） 片山兼吉（1分01秒6） 高石勝男（1分00秒8） | 日本         | 1931年8月8日   | 第1回日米対抗水上競技大会        | 神宮                                     | [ 1 ]       |
| 4分03秒8  |        | 高橋成夫（1分01秒4） 志村義久（1分00秒8） 牧野正蔵（1分01秒8） 阪上安太郎（59秒8）  | 早稲田大学   | 1935年5月18日  | 六大都市対抗                     | 横浜                                     | [ 1 ]       |
| 3分55秒6  |        | 新井茂雄（59秒0） 志村義久（59秒6） 平野亮（59秒6） 遊佐正憲（57秒4）               | 日本         | 1935年8月18日  | 第2回日米対抗水上競技大会        | 神宮                                     | [ 1 ]       |
| 3分54秒2  |        | 浜口喜博（59秒2） 丸山茂幸（59秒2） 真木昌（58秒2） 古橋廣之進（57秒6）             | 日本         | 1950年8月5日   | 第3回日米対抗水上競技大会        | 神宮                                     | [ 1 ]       |
| 3分46秒8  | 世界新 | 鈴木弘（57秒1） 谷訯（56秒2） 後藤暢（57秒3） 古賀学（56秒2）                       | 日本         | 1955年8月6日   | 第4回日米対抗東京大会            | 神宮                                     | [ 1 ]       |
| 3分45秒0  |        | 山中毅（56秒4） 藤本達夫（55秒9） 清水啓吾（56秒1） 石原勝記（56秒6）               | 日本         | 1960年9月18日  | 日本ハンガリー交歓               | ブダペスト                               | [ 1 ] [ 2 ] |
| 3分42秒8  |        | 石原勝記（56秒1） 後藤忠治（55秒5） 藤本達夫（55秒3） 岡部幸明（55秒9）             | 日本         | 1963年8月18日  | 第6回日米対抗東京大会            | 神宮                                     | [ 1 ] [ 3 ] |
| 3分42秒3  | (h)    | 岡部幸明（55秒4） 岩崎邦宏（55秒3） 石原勝記（56秒3） 後藤忠治（55秒3）             | 日本         | 1964年10月13日 | 東京オリンピック                 | 代々木オリンピックプール                 | [ 1 ]       |
| 3分40秒5  |        | 岩崎邦宏（55秒8） 後藤忠治（55秒2） 藤本達夫（54秒9） 岡部幸明（54秒6）             | 日本         | 1964年10月13日 | 東京オリンピック                 | 代々木オリンピックプール                 | [ 1 ]       |
| 3分40秒34 |        | 山崎重樹（55秒48） 坂本弘（55秒17） 香山進介（55秒99） 石井英範（53秒73）           | 日本         | 1978年7月2日   | 第12回サンタクララ国際           | サンタクララ                             | [ 1 ]       |
| 3分37秒38 | (h)    | 石井英範（53秒37・日本新） 坂本弘（54秒22） 香山進介（52秒38） 塚崎修治（55秒19）   | 日本         | 1978年8月22日  | 第3回世界水泳選手権              | 西ベルリン                               | [ 1 ]       |
| 3分35秒91 |        | 泉真也（54秒57） 吉原一彦（54秒60） 山崎重樹（53秒42） 柳館毅（53秒32）             | 日本         | 1978年12月14日 | 第8回アジア競技大会              | バンコク                                 | [ 1 ]       |
| 3分34秒66 |        | 石井英範（53秒25・日本新） 山崎重樹（53秒63） 梅崎昌寿（53秒74） 吉原一彦（54秒04） | 日本         | 1979年9月1日   | 第1回ワールドカップ              | 代々木オリンピックプール                 | [ 1 ]       |
| 3分33秒68 |        | 坂大平 小川進一 林和弘 隅田敏司                                                     | 日本         | 1981年8月29日  | 国際招待                         | 代々木オリンピックプール                 | [ 1 ]       |
| 3分32秒72 |        | 緒方茂生（53秒41） 藤村幸弘（53秒52） 小林一也（52秒92） 隅田敏司（52秒87）         | 日本         | 1983年8月27日  | 国際招待                         | 代々木オリンピックプール                 | [ 1 ]       |
| 3分32秒05 |        | 坂本弘（52秒91） 隅田敏司（53秒04） 寺下育弘（53秒26） 藤村幸弘（52秒84）           | 日本         | 1984年1月8日   | アメリカ国際競技会               | テキサス                                 | [ 1 ]       |
| 3分30秒45 | (h)    | 坂本弘（52秒31・日本新） 緒方茂生（52秒22） 坂大平（52秒85） 隅田敏司（53秒07）     | 日本         | 1984年8月2日   | ロサンゼルスオリンピック         | ロサンゼルス                             | [ 1 ]       |
| 3分31秒21 |        | 緒方茂生（52秒28） 藤原勝教（52秒92） 国代竜一（52秒89） 奥野景介（53秒12）         | 日本         | 1985年8月17日  | 第1回パンパシフィック選手権      | 代々木オリンピックプール                 | [ 1 ]       |
| 3分30秒95 | (h)    | 藤原勝教 三浦広司 田代幸雄 奥野景介                                                 | 日本         | 1986年9月24日  | 第10回アジア競技大会             | ソウル                                   | [ 1 ]       |
| 3分29秒78 |        | 奥野景介 緒方茂生 三浦広司 藤原勝教                                                 | 日本         | 1986年9月24日  | 第10回アジア競技大会             | ソウル                                   | [ 1 ]       |
| 3分29秒24 | (h)    | 藤原勝教 田川孝浩 鈴木大地 奥野景介                                                 | 日本         | 1987年7月13日  | ユニバーシアード                 | ザグレブ                                 | [ 1 ]       |
| 3分28秒68 |        | 宇佐見政勝 山仲豪紀 中沢謙 川渕司                                                   | 日本         | 1989年8月19日  | 第3回パンパシフィック選手権      | 代々木オリンピックプール                 | [ 1 ]       |
| 3分27秒69 |        | 宇佐見政勝（52秒07） 中沢謙（51秒97） 山仲豪紀（51秒92） 藤原勝教（51秒73）         | 日本         | 1990年9月26日  | 第11回アジア競技大会             | 北京                                     | [ 5 ]       |
| 3分26秒20 |        | 大野元（51秒82） 宇佐見政勝（50秒95） 福田浩士（51秒62） 前田泰平（51秒81）         | 日本         | 1993年8月14日  | 第3回パンパシフィック選手権      | 神戸ポートアイランド                     | [ 6 ]       |
| 3分23秒80 |        | 福田浩士（51秒64） 遠藤牧夫（50秒77） 宇佐見政勝（50秒89） 松下幸広（50秒50）       | 日本         | 1994年10月6日  | 第12回アジア競技大会             | 広島                                     | [ 7 ]       |
| 3分23秒79 |        | 伊藤俊介（51秒04） 山野井智広（51秒32） 宇佐見政勝（51秒26） 松下幸広（50秒17）     | 日本         | 1997年8月12日  | 第7回パンパシフィック選手権      | 福岡市総合西市民プール                   | [ 8 ]       |
| 3分22秒53 |        | 石田徳秀（51秒36） 山野井智広（50秒60） 伊藤秀介（50秒69） 伊藤俊介（49秒88）       | 中央大学     | 1998年9月3日   | 第74回日本学生選手権水泳競技大会 | 東京辰巳国際水泳場                       | [ 9 ]       |
| 3分22秒01 | (h)    | 奥村幸大（50秒89） 細川大輔（50秒09） 伊藤俊介（50秒35） 原英晃（50秒68）           | 日本         | 2001年7月22日  | 第9回世界水泳選手権              | マリンメッセ福岡                         | [ 10 ]      |
| 3分19秒27 | (h)    | 細川大輔（50秒20） 奥村幸大（49秒90） 伊藤真（50秒64） 佐藤久佳（48秒53）           | 日本         | 2005年7月24日  | 第11回世界水泳選手権             | モントリオール                           |             |
| 3分19秒20 |        | 小島貴光（50秒22） 細川大輔（49秒33） 伊藤真（49秒78） 山元啓照（49秒87）           | 日本         | 2006年8月20日  | 第10回パンパシフィック選手権     | ビクトリア                               |             |
| 3分18秒95 | AS     | 小島貴光（50秒43） 山元啓照（50秒24） 伊藤真（49秒33） 細川大輔（48秒95）           | 日本         | 2006年12月5日  | 第15回アジア競技大会             | ドーハ                                   | [ 11 ]      |
| 3分18秒38 |        | 細川大輔（50秒05） 伊藤真（49秒65） 小島貴光（50秒01） 佐藤久佳（48秒67）           | 日本         | 2007年8月21日  | 世界競泳2007                     | 千葉県国際総合水泳場                     | [ 12 ]      |
| 3分17秒28 | (h)    | 藤井拓郎（49秒15） 佐藤久佳（48秒92） 岸田真幸（50秒00） 奥村幸大（49秒21）         | 日本         | 2008年8月10日  | 北京オリンピック                 | 北京国家水泳センター                     | [ 13 ]      |
| 3分17秒05 |        | 藤井拓郎（49秒42） 奥村幸大（49秒28） 原田蘭丸（48秒89） 伊藤真（49秒46）           | 日本         | 2009年5月9日   | 第1回 日豪対抗                   | キャンベラ                               | [ 14 ]      |
| 3分15秒63 | AS(h)  | 藤井拓郎（48秒87） 原田蘭丸（49秒37） 奥村幸大（47秒93） 伊藤真（49秒46）           | 日本         | 2009年7月26日  | 第13回世界水泳選手権             | フォロ・イタリコ水泳場                   | [ 15 ]      |
| 3分14秒73 | AS     | 藤井拓郎（48秒49） 奥村幸大（49秒01） 山元啓照（48秒41） 内田翔（48秒82）           | 日本         | 2009年12月8日  | 第5回東アジア競技大会            | Kowloon Park Swimming Pool               | [ 16 ]      |
| 3分14秒38 |        | 塩浦慎理（49秒03） 原田蘭丸（48秒49） 藤井拓郎（48秒92） 中村克（47秒94）           | 日本         | 2014年9月24日  | 第17回アジア競技大会             | 文鶴パク・テファン水泳センター           | [ 17 ]      |
| 3分14秒17 |        | 中村克（47秒99・日本新） 塩浦慎理（48秒71） 小長谷研二（48秒79） 古賀淳也（48秒68） | 日本         | 2016年8月7日   | リオデジャネイロオリンピック     | オリンピック・アクアティック・スタジアム | [ 18 ]      |
| 3分13秒65 |        | 中村克（48秒60） 塩浦慎理（48秒11） 松元克央（48秒31） 古賀淳也（48秒63）           | 日本         | 2017年7月23日  | 第17回世界水泳選手権             | ドナウ・アレーナ                         |             |
| 3分12秒54 | AS     | 中村克（48秒52） 塩浦慎理（48秒19） 松元克央（47秒61） 溝畑樹蘭（48秒22）           | 日本         | 2018年8月11日  | 第13回パンパシフィック選手権     | 東京辰巳国際水泳場                       | [ 19 ]      |

### 女子
| 記録      |        | 選手                                                                                          | 所属           | 樹立日         | 大会                         | 場所                                     | ref          |
| --------- | ------ | --------------------------------------------------------------------------------------------- | -------------- | -------------- | ---------------------------- | ---------------------------------------- | ------------ |
| 6分13秒6  |        | 藤井千代子 近藤花子 島村和枝 永井花子                                                         | 京都武徳会     | 1925年9月13日  | 全国女子競泳大会             | 大阪                                     | [ 1 ]        |
| 6分11秒4  |        | 藤井千代子 入江廣子 佐野綾子 中村由喜恵                                                       | 京都踏水会     | 1927年7月31日  | 第3回日本選手権              | 日本の旗                                 | [ 1 ]        |
| 6分03秒0  |        | 不詳                                                                                          | 伊都体協       | 1928年9月22日  |                              | 日本の旗                                 | [ 1 ]        |
| 5分52秒0  |        | 江島歌子 市口房子 小沢敏子 片山栄子                                                           | 東京女子クラブ | 1928年9月30日  | 日本選手権関東予選           | 玉川                                     | [ 1 ]        |
| 5分50秒0  |        | 宮城清子 安藤操 水谷起美子 中村由喜恵                                                         | 京都武徳会     | 1929年9月23日  | 健母会                       | 築港                                     | [ 20 ] [ 1 ] |
| 5分39秒6  |        | 横田みさを 乾芳子 荒田雪江 隠岐美根子                                                         | 京都二条女子   | 1930年9月21日  | 健母会                       | 築港                                     | [ 21 ] [ 1 ] |
| 5分34秒6  |        | 水野スズエ 小島一枝 社本田歌子 前畑秀子                                                       | 椙山女学園     | 1931年8月30日  | 神宮予選                     | 清洲                                     | [ 22 ] [ 1 ] |
| 5分32秒0  |        | 隠岐美根子 桜井愛 横井キヌ 荒田雪江                                                           | 京都二条女子   | 1931年9月24日  | 第8回全国女子競泳大会        | 築港                                     | [ 22 ] [ 1 ] |
| 5分24秒2  |        | 隠岐美根子（1分23秒4） 桜井愛（1分20秒4） 横井キヌ（1分24秒8） 荒田雪江（1分15秒6）           | 京都二条女子   | 1931年10月4日  | 第7回全日本選手権大会        | 神宮                                     | [ 22 ] [ 1 ] |
| 5分06秒7  |        | 小島一枝（1分14秒2・日本新） 横田みさを（1分20秒2） 守岡初子（1分17秒1） 荒田雪江（1分15秒2） | 日本           | 1932年8月12日  | ロサンゼルスオリンピック     | ロサンゼルス                             | [ 1 ]        |
| 4分58秒1  | (h)    | 小島一枝 守岡初子 古田つね子 竹村令                                                           | 日本           | 1936年8月12日  | ベルリンオリンピック         | ベルリン                                 | [ 1 ]        |
| 4分54秒0  | (h)    | 大石康子（1分14秒1） 坂口文子（1分13秒8） 田村美佐子（1分13秒7） 山下貞子（1分12秒4）         | 日本           | 1952年7月30日  | ヘルシンキオリンピック       | ヘルシンキ                               | [ 1 ]        |
| 4分52秒8  |        | 田村美佐子 長田久子 坂口文子 新子富子                                                         | 天理大学       | 1953年9月5日   | 関西学生選手権               | 大阪                                     | [ 1 ]        |
| 4分52秒2  |        | 坂口文子 長田久子 宮部シズエ 田村美佐子                                                       | 奈良県         | 1953年9月22日  | 第8回国民体育大会            | 高知                                     | [ 1 ]        |
| 4分49秒6  |        | 長田久子 宮部シズエ 田村美佐子 新子富子                                                       | 奈良県         | 1953年9月23日  | 第8回国民体育大会            | 高知                                     | [ 1 ]        |
| 4分49秒6  |        | 田村美佐子 宮部シズエ 山下貞子 新子富子                                                       | 日本           | 1954年5月7日   | 第2回アジア競技大会          | マニラ                                   | [ 23 ]       |
| 4分44秒0  |        | 田村美佐子 宮部シズエ 佐藤喜子 新子富子                                                       | 奈良県         | 1954年9月22日  | 第9回国民体育大会            | 天理                                     | [ 1 ]        |
| 4分37秒1  |        | 神野眸 佐藤喜子 和田映子 山下貞子                                                             | 選抜           | 1956年8月12日  | 第32回日本選手権水上競技大会 | 神宮                                     | [ 1 ]        |
| 4分35秒8  | (h)    | 神野眸（1分07秒8） 和田映子（1分08秒1） 佐藤喜子（1分08秒6） 大高幸子（1分11秒3）             | 日本           | 1956年12月4日  | メルボルンオリンピック       | メルボルン                               | [ 1 ]        |
| 4分27秒3  |        | 佐藤喜子（1分05秒8） 島田節子（1分06秒6） 中沖滋代（1分07秒6） 神野眸（1分07秒3）             | 日本           | 1958年5月29日  | 第3回アジア競技大会          | 東京体育館屋内プール                     | [ 1 ]        |
| 4分26秒5  | ヤード | 木村トヨ子（1分05秒4） 江坂君子（1分07秒0） 斎藤弘子（1分07秒6） 佐藤喜子（1分06秒5）         | 日本           | 1963年2月21日  | 全豪選手権                   | パース                                   | [ 1 ] [ 24 ] |
| 4分19秒2  | (h)    | 浦上涼子（1分05秒5） 木原美知子（1分03秒7） 木村トヨ子（1分04秒0） 東美代子（1分06秒0）       | 日本           | 1964年10月14日 | 東京オリンピック             | 代々木オリンピックプール                 | [ 1 ]        |
| 4分18秒8  |        | 木原美知子 川西繁子 小緑好子 田中聡子                                                         | 日本           | 1967年8月31日  | ユニバーシアード             | 代々木オリンピックプール                 | [ 1 ]        |
| 4分14秒5  | (h)    | 川西繁子（1分03秒1） 西側よしみ（1分03秒7） 小野裕美子（1分02秒9） 小林美和子（1分04秒8）     | 日本           | 1968年10月21日 | メキシコオリンピック         | メキシコシティ                           | [ 1 ]        |
| 4分13秒6  |        | 川西繁子（1分02秒6） 西側よしみ（1分03秒3） 藤井康子（1分05秒1） 小林美和子（1分02秒6）       | 日本           | 1968年10月21日 | メキシコオリンピック         | メキシコシティ                           | [ 1 ]        |
| 4分12秒5  |        | 川西繁子 合志えい子 竹本ゆかり 西側よしみ                                                     | 日本           | 1970年12月14日 | 第6回アジア競技大会          | バンコク                                 | [ 1 ]        |
| 4分08秒34 | (h)    | 西側よしみ（1分01秒34） 川西繁子（1分01秒64） 合志えい子（1分01秒88） 竹本ゆかり（1分03秒46） | 日本           | 1972年8月30日  | ミュンヘンオリンピック       | ミュンヘン                               | [ 1 ]        |
| 4分03秒58 |        | 山崎幸子（1分00秒35） 坂西志保（59秒99） 平田美恵（1分01秒79） 加茂香名（1分01秒45）          | 日本           | 1978年12月14日 | 第8回アジア競技大会          | バンコク                                 | [ 1 ]        |
| 3分59秒70 |        | 山崎幸子（59秒15・日本新） 斎藤美佳（1分00秒17） 簗瀬かおり（59秒25） 大崎芳栄（1分01秒13）   | 日本           | 1979年9月1日   | 第1回ワールドカップ          | 代々木オリンピックプール                 | [ 1 ]        |
| 3分58秒58 |        | 山崎幸子（59秒21） 簗瀬かおり（58秒19） 大崎芳栄（1分00秒73） 沼野美奈子（1分00秒45）         | 日本           | 1980年8月17日  | ハワイ国際招待               | ハワイ                                   | [ 1 ]        |
| 3分57秒26 |        | 簗瀬かおり 斎藤美佳 西山純子 斉藤美紀                                                         | 日本           | 1981年8月29日  | 国際招待                     | 代々木オリンピックプール                 | [ 1 ]        |
| 3分54秒26 |        | 簗瀬かおり（57秒58） 中森智佳子 西山純子 斎藤美佳                                             | 日本           | 1982年8月3日   | 第4回世界水泳選手権          | グアヤキル                               | [ 1 ]        |
| 3分53秒72 |        | 簗瀬かおり（57秒44・日本新） 中森智佳子（59秒20） 西山純子（58秒98） 斎藤美佳（58秒10）       | 日本           | 1982年8月3日   | 第4回世界水泳選手権          | グアヤキル                               | [ 1 ] [ 25 ] |
| 3分52秒24 |        | 簗瀬かおり（58秒13） 中森智佳子（58秒18） 岡崎由美（58秒30） 西山純子（57秒63）               | 日本           | 1983年8月27日  | 国際招待                     | 代々木オリンピックプール                 | [ 1 ]        |
| 3分49秒95 |        | 中野亜弥子 佐々木香織 中森智佳子 島雄陽子                                                     | 日本           | 1989年8月19日  | 第3回パンパシフィック選手権  | 代々木オリンピックプール                 | [ 1 ]        |
| 3分47秒40 |        | 中野亜弥子（56秒67） 井本直歩子（57秒66） 肥川葉子（56秒47） 千葉すず（56秒60）               | 日本           | 1991年8月24日  | 第4回パンパシフィック選手権  | エドモントン                             | [ 26 ]       |
| 3分46秒41 |        | 源純夏（57秒03） 井本直歩子（56秒94） 山野井絵理（56秒87） 千葉すず（55秒57）                 | 日本           | 1994年10月5日  | 第12回アジア競技大会         | 広島                                     | [ 7 ]        |
| 3分44秒89 |        | 源純夏（56秒50） 井本直歩子（56秒59） 山野井絵理（56秒81） 千葉すず（54秒99）                 | 日本           | 1995年8月12日  | 第6回パンパシフィック選手権  | アトランタ                               |              |
| 3分44秒63 |        | 永井奉子 三田真希 山野井絵理 源純夏                                                           | 日本           | 2001年5月23日  | 第3回東アジア競技大会        | 大阪                                     |              |
| 3分43秒71 | (h)    | 永井奉子（56秒16） 三田真希（55秒84） 山野井絵理（56秒81） 源純夏（54秒90）                   | 日本           | 2001年7月23日  | 第9回世界水泳選手権          | マリンメッセ福岡                         |              |
| 3分43秒07 |        | 永井奉子（56秒00） 三田真希（55秒83） 源純夏（55秒04） 山野井絵理（56秒20）                   | 日本           | 2001年7月23日  | 第9回世界水泳選手権          | マリンメッセ福岡                         |              |
| 3分42秒23 |        | 萩原智子（54秒97・日本新） 永井奉子（55秒10） 浦部紀衣（56秒28） 山田香（55秒88）             | 日本           | 2002年8月24日  | 第9回パンパシフィック選手権  | 横浜国際プール                           |              |
| 3分39秒25 | (h)    | 上田春佳（55秒13） 山口美咲（54秒14） 北川麻美（54秒47） 三田真希（55秒51）                   | 日本           | 2008年8月9日   | 北京オリンピック             | 北京国家水泳センター                     | [ 13 ]       |
| 3分38秒89 | (h)    | 上田春佳（54秒88・日本新） 伊藤華英（55秒00） 松本弥生（54秒98） 山口美咲（54秒03）           | 日本           | 2009年7月26日  | 第13回世界水泳選手権         | フォロ・イタリコ水泳場                   | [ 15 ]       |
| 3分38秒86 |        | 上田春佳（54秒70） 松本弥生（54秒44） 萩原智子（54秒94） 伊藤華英（54秒78）                   | 日本           | 2010年8月21日  | 第11回パンパシフィック選手権 | アーバイン                               | [ 27 ]       |
| 3分37秒90 |        | 上田春佳（54秒96） 松本弥生（54秒42） 萩原智子（54秒58） 伊藤華英（53秒94）                   | 日本           | 2010年11月14日 | 第16回アジア競技大会         | 広州                                     | [ 27 ]       |
| 3分36秒74 | (h)    | 内田美希（53秒93） 池江璃花子（53秒41） 山口美咲（54秒87） 松本弥生（54秒53）                 | 日本           | 2016年8月6日   | リオデジャネイロオリンピック | オリンピック・アクアティック・スタジアム | [ 28 ]       |
| 3分36秒52 |        | 池江璃花子（53秒60） 酒井夏海（54秒81） 青木智美（54秒21） 五十嵐千尋（53秒90）               | 日本           | 2018年8月19日  | 第18回アジア競技大会         | GBK・アクアティック・アリーナ            | [ 29 ]       |
| 3分36秒17 | (h)    | 大本里佳（54秒21） 青木智美（54秒01） 佐藤綾（53秒98） 白井璃緒（53秒97）                     | 日本           | 2019年7月21日  | 第18回世界水泳選手権         | 南部大学校                               | [ 30 ]       |